# André Cardinal Destouches
André Cardinal Destouches (pokřtěn 6. dubna 1672 Paříž – 2. února 1749 Paříž) byl francouzský hudební skladatel z období baroka. V letech 1728-1730 byl ředitelem Královské hudební akademie.

## Život
André se narodil do rodiny bohatého obchodníka Étienne Cardinala, vzdělání se mu dostalo u jezuitů.
V roce 1697 měla ve Velkém Trianonu premiéru jeho opera Issé, o níž král Ludvík XIV. prohlásil, že si jí užil stejně jako opery od Lullyho.
V roce 1728 byl na místo J.-N. de Francina jmenován ředitelem Královské hudební akademie (Académie royale de musique), zejména proto, aby vyřešil její problémy se ziskovostí. Tento post zastával až do roku 1730.